# プリコ垂水
プリコ垂水（ぷりこたるみ）は、兵庫県神戸市にある西日本旅客鉄道のJR垂水駅に存在する駅前商業施設。東館・西館・南館の３館からなり、主に食品・衣料品等を扱う店舗が入る。

## 沿革
- 1967年 - 垂水駅高架下に垂水駅ショッピングセンター(通称「たるせん」)として設立。
- 2005年3月17日 - ビエント垂水としてリニューアルオープン[1]。
- 2012年 - 六甲道・三宮・垂水・西明石の各ＳＣの名称をプリコに統一。
- 2017年 - 1月22日をもって閉店し、12年ぶりのリニューアルを行う[2][3]。3月30日 リニューアルオープン。「Mｙにち　Myたるみ　～私の寄り道・散歩道～」を施設コンセプトとする[4]。
- 2024年 - 3月27日に南館が開業。

## 店舗
- 2024年3月現在[5]。

### 東館
食料品店
- 文明堂
- 菓匠 千鳥屋宗家
- モロゾフ
- クックデリ御膳
- ゴンチャロフ
- 御座候
- 鶏太郎
- 北野エース[6]
- 神戸ふたみ堂
- レーブドゥシェフ
- ミャムミャム
- モンロワール

ファッション
- ELLIFE
- Marché de Bleuet plus

その他  
- ヴィ・ド・フランス
- マツモトキヨシ

### 西館
ファッション
- グリーンパークス　サラ
- REGALO
- index

書店
- FUTABA＋(ふたば書房)[7]

その他
- 信州そば処 そじ坊
- アントス
- LEAF
- アントス HANARE

### 南館
サービス・クリニック
- なの花薬局
- たけもと眼科
- あんしんクリニック

その他
- セブン-イレブン
- スターバックスコーヒー